# IC 3391
IC 3391 је спирална галаксија у сазвјежђу Береникина коса која се налази на листи објеката дубоког неба у Индекс каталогу.
Деклинација објекта је + 18° 24' 55" а ректасцензија 12h 28m 27,4s. Привидна величина (магнитуда) објекта IC 3391 износи 13,5 а фотографска магнитуда 14,2. IC 3391 је још познат и под ознакама UGC 7595, MCG 3-32-47, CGCG 99-63, KUG 1225+186, IRAS 12259+1841, PGC 41013.